# Tropic of Cancer
Tropic of Cancer (br.: Trópico de Câncer) é um filme biográfico estadunidense de 1970, produzido e dirigido por Joseph Strick. O roteiro adapta livremente o livro homônimo de Henry Miller (que faz uma ponta no filme), transpondo a trama para a época da produção enquanto originariamente a história se passava na década de 1930. As locações foram em Paris. O livro sofrera com a proibição nos Estados Unidos até a década de 1960 e o filme fora classificado como "proibido para menores" mas depois a Motion Picture Association of America atenuou a classificação.

## Elenco
- Rip Torn...Henry Miller
- James T. Callahan...Fillmore
- David Baur...Carl
- Laurence Lignères...Ginette
- Phil Brown...Van Norden
- Dominique Delpierre...Vite Cheri
- Magali Noël...Princesa
- Raymond Gérôme...M. Le Censeur
- Ginette Leclerc...Madame Hamilton
- Sabine Sun...Elsa
- Sheila Steafel...Tania
- Gladys Berry...Madame Americana
- George Birt...Sylvester
- Stuart De Silva...Ranji
- Steve Eckardt...Cronstadt (como Steve Eckhardt)
- Edward Marcus...Boris (como Ed Marcus)
- Ellen Burstyn...Mona Miller (não creditada)

## Sinopse
Henry Miller é um escritor norte-americano que vive em Paris e passa durante alguns meses por grandes dificuldades financeiras devido a falta de emprego. Sua esposa também americana o abandona e ele só consegue lugar para comer e dormir devido a ajuda de alguns amigos igualmente expatriados. Enquanto aguarda vaga em um jornal, aceita alguns serviços temporários: de professor de inglês particular num colégio conservador e de intérprete de um jovem indiano rico. Sempre que consegue algum dinheiro não deixa de beber e se divertir nos bordeis e com as prostituas de rua. Mas seus amigos também enfrentam problemas, como Filmore, que sofre porque contaminou a amante Ginette com uma doença venérea ao mesmo tempo que a engravidou.